# Monique Coleman
Monique Coleman, född 13 november 1980, är en amerikansk skådespelare. Coleman's första film var 2004 med "Dancing Moviestar" då hon spelade Sophie Lagman som en talangfull bilmekaniker. År 2006 släpptes High School Musical då hon spelar en av Gabriella's (Vanessa Hudgens) bästa vän och geniet och ledaren i East High's vetenskapslag. År 2005 var Monique med i dansprogrammet Dancing with the stars, men vann dock inte. År 2007 var Coleman med i High School Musical 2 och år 2008 var Coleman med i High School Musical 3.
Hon har också medverkat i The Suite Life of Zack and Cody, där hon spelar en elev på en skola och hennes kompisar spelas av Vanessa Hudgens, Brenda Song och Ashley Tisdale.